# Wang Xiuting
Wang Xiuting (chiń. 王秀婷; pinyin Wáng Xiùtíng; ur. 11 maja 1965 w prowincji Szantung) – chińska lekkoatletka specjalizująca się w biegach długodystansowych, dwukrotna uczestniczka letnich igrzysk olimpijskich (Seul 1988, Barcelona 1992).

## Sukcesy sportowe
- mistrzyni Chin w biegu na 3000 metrów – 1989[1]
- mistrzyni Chin w biegu na 5000 metrów – 1987
- mistrzyni Chin w biegu na 10 000 metrów – 1987
- mistrzyni Japonii w biegu 3000 metrów – 1994[2]

| Rok  | Miasto         | Zawody                                 | Konkurencja             | Wynik         |
| ---- | -------------- | -------------------------------------- | ----------------------- | ------------- |
| 1986 | Seul           | Igrzyska azjatyckie                    | bieg na 10 000 m        | złoty medal   |
| 1987 | Rzym           | Mistrzostwa świata                     | bieg na 10 000 m        | 8. miejsce    |
| 1988 | Seul           | Igrzyska olimpijskie                   | bieg na 10 000 m        | 7. miejsce    |
| 1988 | Adelaide       | Mistrzostwa świata w biegach ulicznych | indywidualnie drużynowo | srebrny medal |
| 1989 | Rio de Janeiro | Mistrzostwa świata w biegach ulicznych | indywidualnie drużynowo | złoty medal   |
| 1990 | Pekin          | Igrzyska azjatyckie                    | bieg na 10 000 m        | srebrny medal |
| 1991 | Tokio          | Mistrzostwa świata                     | bieg na 10 000 m        | brązowy medal |
| 1992 | Barcelona      | Igrzyska olimpijskie                   | bieg na 10 000 m        | 6. miejsce    |
| 1993 | Szanghaj       | Igrzyska Azji Wschodniej               | bieg na 10 000 m        | srebrny medal |

## Rekordy życiowe
- bieg na 3000 metrów – 8:54,19 – Seul 23/09/1988
- bieg na 5000 metrów – 15:23,58 – Shizuoka 06/05/1991
- bieg na 10 000 metrów – 31:27,00 – Kanton 29/11/1987
- półmaraton – 1:10:14 – Okayama 01/12/1991
- bieg maratoński – 2:28:56 – Osaka 26/01/1992